# ويسلي مودي
ويسلي مودي (بالإنجليزية: Wesley Moodie)‏ هو لاعب كرة مضرب من جنوب أفريقيا.

## وصلات خارجية
- ويسلي مودي على موقع رابطة محترفي التنس (الإنجليزية)
- ويسلي مودي على موقع الاتحاد الدولي لكرة المضرب (الإنجليزية)
- ويسلي مودي على موقع كأس ديفيز (الإنجليزية)
- ويسلي مودي على موقع خلاصة التنس.كوم (الإنجليزية)
- ويسلي مودي على موقع إي إس بي إن.كوم (الإنجليزية)
- نتائح أخر مباريات اللاعب
- تارخ تصنيف اللاعب